# Jacques de Luxembourg-Ligny

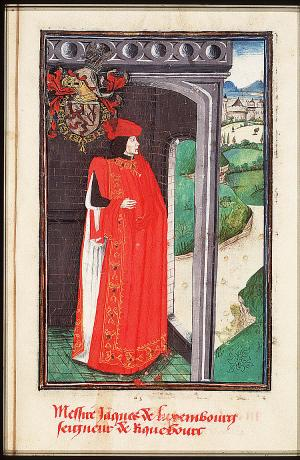
Jacques de Luxembourg im Wappenbuch des Ordens vom Goldenen Vlies (Den Haag, KB, 76 E 10, fol. 71r)

Jacques de Luxembourg-Ligny (* um 1420; † 20. August 1487 in Nantes), Seigneur von Richebourg, stammte aus dem Haus Luxemburg-Ligny und diente Karl dem Kühnen von Burgund und später dem französischen König Ludwig XI.

## Leben
Jacques wurde nach der Schlacht von Gavre, am 23. Juli 1453, zum Ritter geschlagen. Danach diente er den burgundischen Herzögen, vor allem Herzog Karl dem Kühnen, als Truppenführer. 1468 wurde er in den Orden vom Goldenen Vlies aufgenommen. Als sein Bruder Louis, der Connétable von Frankreich, 1475 wegen Verrat hingerichtet wurde, geriet auch Jacques in französische Gefangenschaft. Erst nach 10 Jahren wurde er freigelassen, als er eingewilligte, in die Dienste Ludwigs XI. einzutreten. Er wurde dessen Rat und Kammerherr und wurde in den Michaelsorden aufgenommen. Sein Wechsel zur französischen Seite führte dazu, dass er während des Ordensfestes im Jahr 1481 aus dem Orden vom Goldenen Vlies ausgeschlossen wurde.

## Familie
Seine Eltern waren Pierre I., Graf von Saint-Pol, und  Marguerite des Baux (1394–1469), Tochter von Francesco I., erster Herzog von Andria, zweiter Graf von Montescaglioso und von Squillace.
Verheiratet war er mit
1. Jeanne, Gräfin von Moers und Saarwerden,
2. Isabelle de Roubaix, Tochter von Pierre de Roubaix.

Kinder: 
1. François
2. Charles († jung)
3. Isabelle, dame de Richebourg, ⚭ 1495 Jean de Melun, seigneur d’Antoing, († 1502, Haus Melun)
4. Jolande († 1534), dame de Roubaix, ⚭ Nicolas de Werchin, baron de Werchin et de Cysoing († 1513)[1]
5. Louise († 1518), ⚭ 1) Jean de Ghistelles, seigneur de Dudzele († 1506), 2) Antoine de Croÿ, seigneur de Sempry († 1545), Ritter des Ordens vom Goldenen Vlies